# 沈皞日
沈皞日（1637年—1703年），字融谷，又字茶星，號柘西，又號寓齋，浙江嘉興府平湖縣人，清朝詞人。

## 生平
生於明崇禎十年（1637年）。入清為貢生，早年遊廣西，康熙二十三年（1684年）授來賓縣知縣，升湖南辰州府同知，“足跡半天下”，四十二年（1703年）卒於官。
著有《柘西精舍集》。與沈岸登、朱彝尊、李良年、李符、龔翔麟合稱“浙西六家”。